# Wilhelm Baues
Wilhelm Bernd „Willi“ Baues (* 21. listopadu 1948 Mönchengladbach, Severní Porýní-Vestfálsko) je bývalý západoněmecký vodní slalomář, kanoista závodící v kategorii C2. Jeho partnerem v lodi byl Hans-Otto Schumacher.
Na mistrovstvích světa získal jednu zlatou (C2 družstva – 1973) a jednu bronzovou medaili (C2 – 1973). V individuálním závodě C2 na Letních olympijských hrách 1972 vybojoval stříbro.